# Clementina Walkinshaw

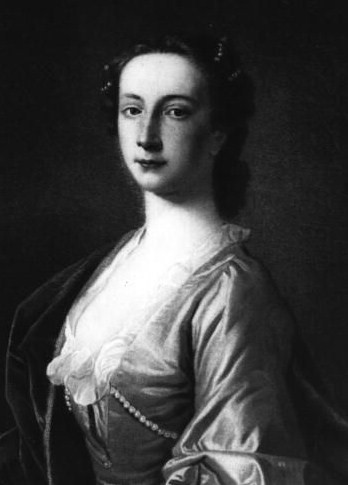
Clementina Walkinshaw

Clementina Maria Sophia Walkinshaw (ca 1720 – Fribourg, november 1802) was maîtresse van Charles Edward Stuart, jacobitisch troonpretendent van Engeland. Ze was een dochter van John Walkinshaw van Barrowfield en Katherine Paterson.
Na de Slag bij Falkirk in januari 1746 leerde Clementina Charles Edward Stuart kennen op Bannockburn House, het landgoed van haar opa, sir Hugh Paterson. De prins was vrijwel meteen weg van haar en zij werden minnaars. In 1752 voegde ze zich in Luik bij Charles en een jaar later werd hun dochter Charlotte geboren.
In 1760 verliet Clementina Charles, hem beschuldigend van mishandeling. Ze verhuisde naar Parijs en leefde daar onder de naam gravin van Alberstrof. Ze stierf berooid in Zwitserland in 1802.